# William P. Ennis

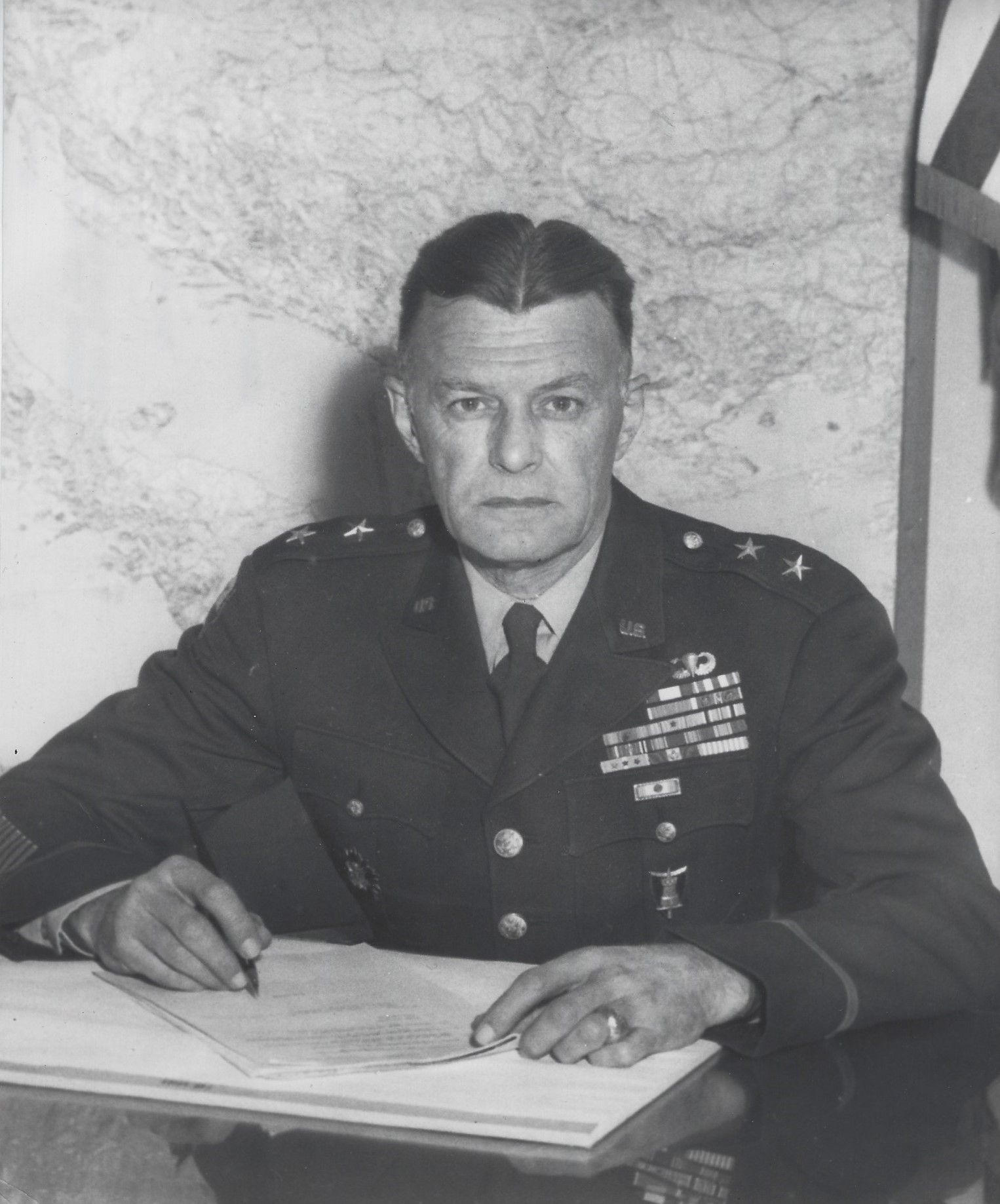
William P. Ennis, Jr.

William Peirce Ennis Jr. (* 27. April 1904 in Fort Hamilton, New York; † 9. Dezember 1989 in Boston, Massachusetts) war ein Generalleutnant der US Army, der unter anderem zwischen 1959 und 1960 Kommandant des US Army War College (USAWC) sowie zuletzt von 1960 bis 1962 Direktor der Weapons Systems Evaluation Group (WESG) war.

## Leben

### Eintritt in die US Army und Zweiter Weltkrieg

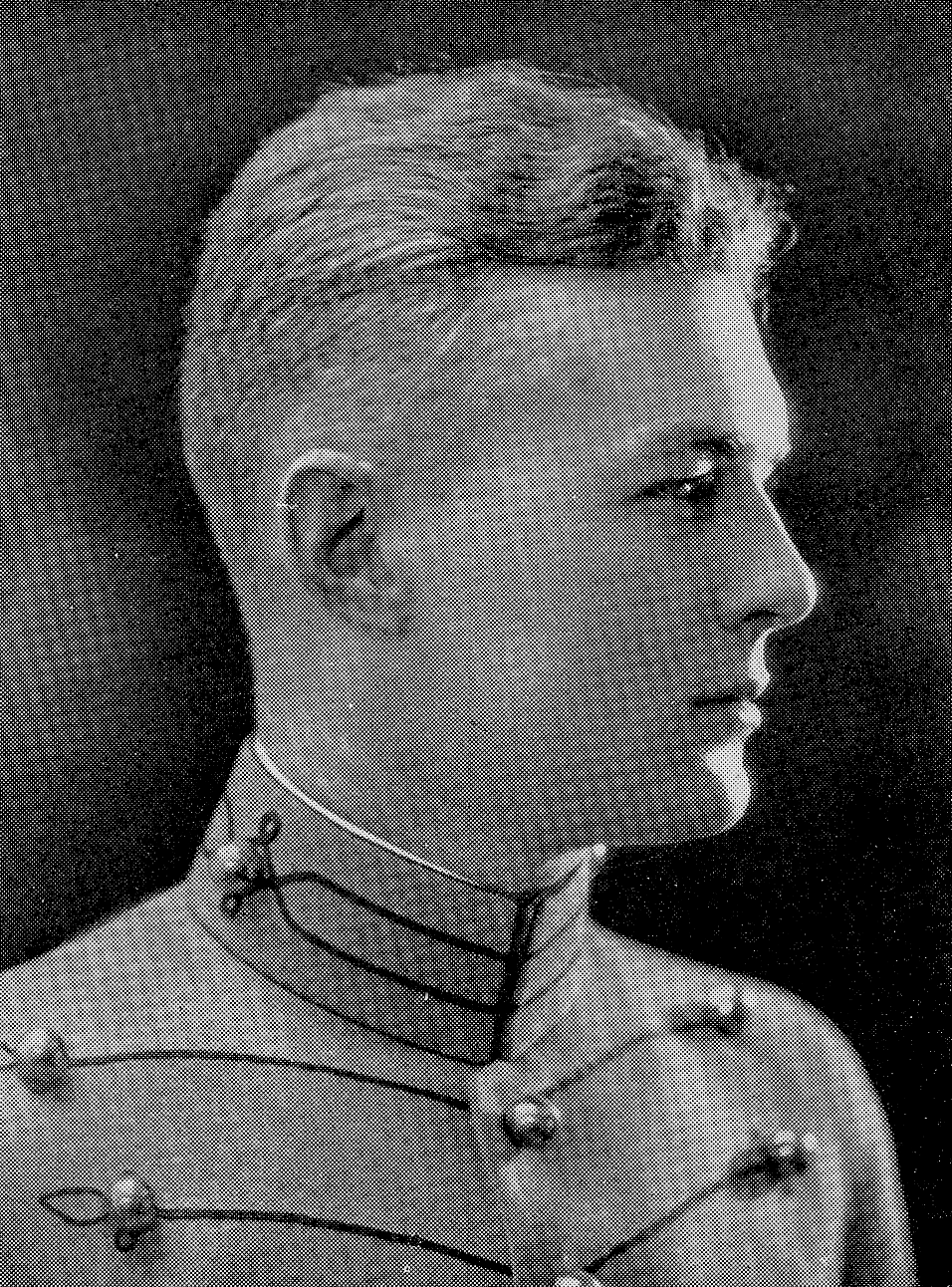
Ennis als Offiziersanwärter an der US Military Academy (1926)

William Peirce Ennis, Jr. war der Sohn von Brigadegeneral William Peirce Ennis, Sr. (1878–1968), und dessen Ehefrau Eda Totten Ennis (1878–1972) sowie väterlicherseits ein Enkel von Brigadegeneral William Ennis (1841–1938). Er selbst begann nach dem Schulbesuch am 1. Juli 1922 eine Offiziersausbildung an der United States Military Academy (USMA) in West Point, die er am 11. Juni 1926 mit einem Bachelor of Science (BS) beendete. Daraufhin wurde er am 1. Juli 1926 als Leutnant (Second Lieutenant) in die Feldartillerie der US Army übernommen und fand in den folgenden Jahren verschiedene Verwendungen als Offizier. Darüber hinaus war er 1931 des Grundlehrgangs für Batterieoffiziere an der Feldartillerieschule (Field Artillery School) und versah daraufhin von 1931 bis 1936 als Taktik-Offizier an der US Military Academy.
Am 31. Januar 1941 wurde Ennis zum Major der Army of the United States (AUS) ernannt und fungierte nach dem Eintritt der Vereinigten Staaten in den Zweiten Weltkrieg am 11. Dezember 1941 zwischen 1942 und 1944 als Offizier in der G1-Sektion im Hauptquartier für den Kriegsschauplatz Mittelmeerraum, der die Einsätze und Operationen in Italien und Nordafrika umfasste. Für seine Verdienste in dieser Verwendung wurde ihm der Legion of Merit verliehen. Im weiteren Verlauf des Zweiten Weltkrieges fungierte er zwischen 1944 und 1945 auf dem Kriegsschauplatz Mittelmeerraum Kommandeur der 424. Feldartilleriegruppe und wurde für seine dortigen Verdienste erstmals mit der Bronze Star Medal ausgezeichnet. Während seiner darauf folgenden Verwendung als Kommandeur der Artillerie des IV US Corps 1945 erhielt er zum zweiten Mal die Bronze Star Medal.

### Nachkriegszeit und Koreakrieg

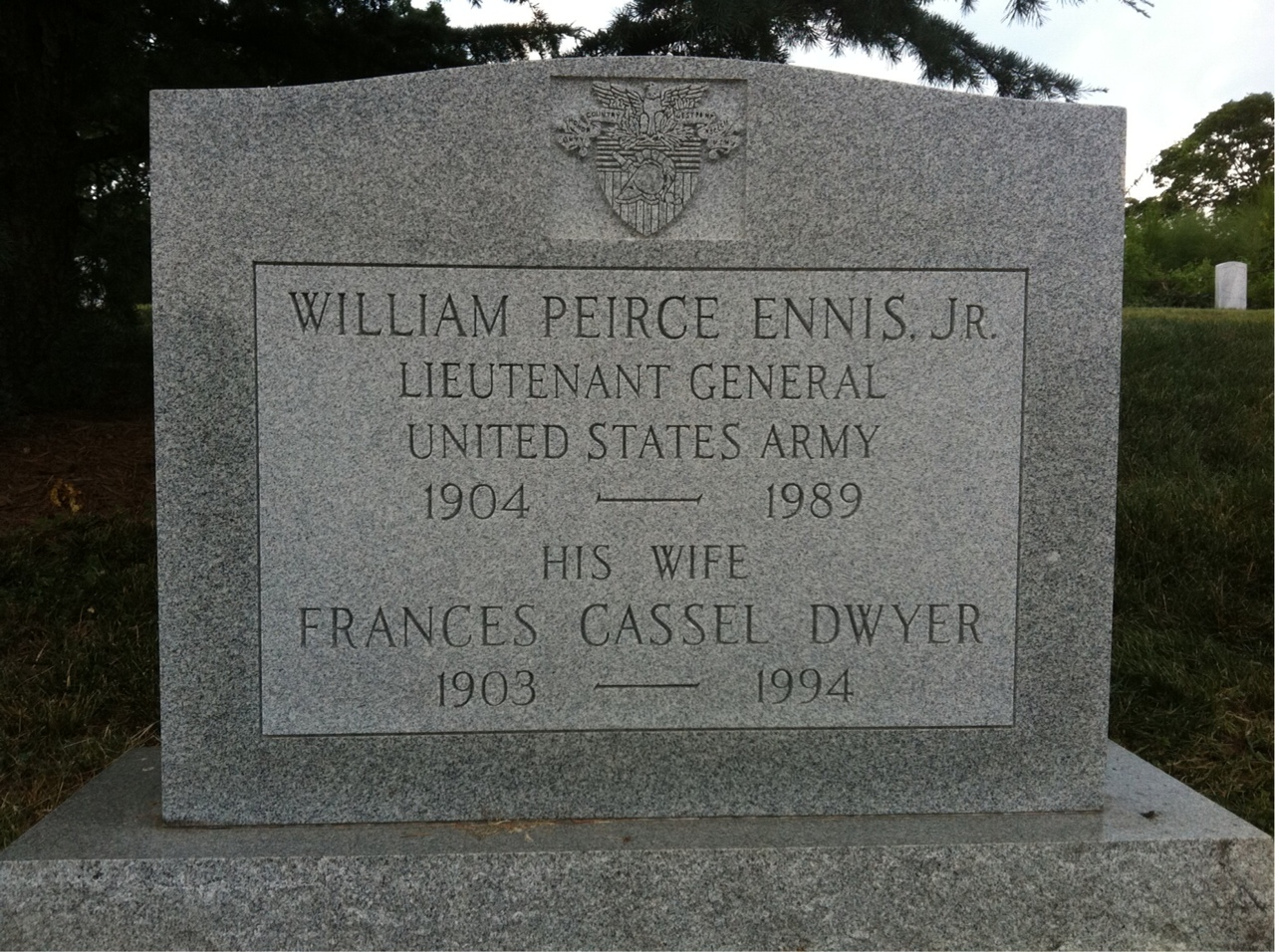
Grabstätte auf dem Nationalfriedhof Arlington.

Nach verschiedenen darauf folgenden Verwendungen zu Beginn der Nachkriegszeit war William P. Ennis 1949 Absolvent des National War College (NWC) in Fort Lesley J. McNair. Nach seiner Beförderung zum Oberst (Colonel) der regulären US Army am 15. Mai 1950 war er während des Koreakrieges zwischen September 1950 und Oktober 1951 zunächst Kommandeur beziehungsweise nach seiner Ernennung zum Brigadegeneral (Brigadier General) der AUS am 15. April 1951 Kommandierender General der Artillerie des X US Corps. Für seine dortigen Verdienste wurde ihm durch Allgemeinen Befehl Nr. 28 vom 13. März 1952 des Kriegsministeriums (War Department) erstmals die Army Distinguished Service Medal verliehen. Darüber hinaus wurde ihm für seine Leistungen durch Allgemeinen Befehl Nr. 149/1951 des Hauptquartiers des X. Korps der Silver Star sowie zwei Mal die Air Medal verliehen.
Im Anschluss war Brigadegeneral Ennis zwischen 1951 und 1953 Kommandeur der zum XVIII. Luftlandekorps (XVIII Airborne Corps) gehörenden 18. Feldartilleriebrigade (18th Field Artillery Brigade) in Fort Bragg. 1953 wurde er Direktor für die Entwicklung von Spezialwaffen (Special Weapons Development) in Fort Bliss und erhielt in dieser Funktion am 12. Juni 1955 zum Generalmajor (Major General) der regulären US-Armee befördert. Als Nachfolger von Generalmajor Max S. Johnson übernahm er am 16. Februar 1959 den Posten als Kommandant des US Army War College (USAWC) in Carlisle und hatte diesen bis zum 31. Juli 1960 inne, woraufhin Generalmajor Thomas W. Dunn am 8. August 1960 neuer Kommandant wurde.
Zuletzt wurde Ennis am 30. Juli 1960 zum Generalleutnant (Lieutenant General) der regulären US Army befördert und übernahm von 1960 bis zu seinem Ausscheiden aus dem militärischen Dienst im September 1960 die Funktion als Direktor der Weapons Systems Evaluation Group (WESG), eine 1949 gegründete Gruppe zur Durchführung operativer Forschungsarbeiten (Operations Research) für die gemeinsamen Stabschefs der US-Armee JCS (Joint Chiefs of Staff) und den US-Verteidigungsminister und zur Überwachung der Bewertung der im Koreakrieg eingesetzten Waffen. Mit seinem Eintritt in den Ruhestand wurde ihm durch Allgemeinen Befehl Nr. 55 vom 25. September 1962 für seine Verdienste im Zeitraum von Dezember 1951 bis August 1962 noch einmal die Army Distinguished Service Medal verliehen.

### Privates
William Peirce Ennis, Jr. war mit Frances Cassel Dwyer Ennis (1903–1994) verheiratet, Tochter von Oberst Thomas Francis Dwyer (1874–1953) und dessen Ehefrau Ethel Montgomery Kline Dwyer (1882–1966), deren Vater wiederum Brigadegeneral Jacob Kline (1840–1908) war. Nach seinem Tode im Massachusetts General Hospital wurde er auf dem Nationalfriedhof Arlington beigesetzt.

## Auszeichnungen
Auswahl der Dekorationen, sortiert in Anlehnung der Order of Precedence of the Military Awards:
- Army Distinguished Service Medal (2×)
- Silver Star
- Legion of Merit
- Bronze Star (2×)
- Air Medal (2×)